# Nicolae Polizu-Micșunești
Nicolae Polizu-Micșunești (Hârlău, 2 luglio 1904 – Kramators'k, 2 maggio 1943) è stato un militare e aviatore rumeno, asso dell'aviazione della Forțele Aeriene Regale ale României durante la seconda guerra mondiale  compiendo 160 missioni belliche, sostenendo 52 combattimenti aerei e conseguendo 10 vittorie. Fu comandante del Grupul 7 Vânătoare e venne insignito dell'Ordine di Michele il Coraggioso di terza classe a vivente.

## Biografia
Nacque a Hârlău il 2 luglio 1904, figlio di Nicolae (1874–1953), avvocato, presidente dell'ordine degli avvocati del paese, contadino, amico di Iuliu Maniu e di Adina Ghica Deleni (1881–1978),  all'interno di una famiglia imparentata con i principi Ghica. Si diplomò al liceo di Bucarest dopo la prima guerra mondiale e poi continuò a praticare pugilato, scherma, tennis, sci, rugby e hockey su ghiaccio.
Nella primavera del 1939 si appassionò al mondo dell'aviazione frequentando prima la Scuola di volo "Mircea Cantacuzino" e poi l'Aero Club di Prahova a Strejnic e ottenne la licenza di pilota il 14 giugno 1939. Poi, con il peggioramento della situazione internazionale, frequentò la scuola di volo militare a Tecuci, che terminò nel 1940 e ricevette il grado di sublocotenent della riserva. Fu mobilitato e assegnato alla Escadrila 51 Vânătoare del Grupul 7 Vânătoare, che aveva appena ricevuto gli Heinkel He 112B.
Il 21 agosto la Escadrila 51 Vânătoare fu trasferita sull'aeroporto di Cluj nella Transilvania per contrastare le incursioni degli aerei da ricognizione ungheresi sul territorio rumeno.  Ma a causa delle scarse prestazioni dell'He 112B, non ci riuscirono. Il 27 agosto, appena promosso locotenent apparentemente si intrufolò nello spazio aereo ungherese e attaccò un Caproni Ca.135bis del 3° gruppo bombardieri della Magyar Királyi Honvéd Légierő (MKHL), danneggiandolo e ferendo un operatore radio/mitragliere. Il bombardiere dovette effettuare un atterraggio di emergenza sull'aeroporto di Debrecen, e lui rivendicò la vittoria che gli fu confermata.
Nel febbraio 1941, quando divennero disponibili più Messerschmitt Bf 109E, furono costituiti due nuovi squadroni con alcuni dei piloti più esperti di cui la Forțele Aeriene Regale ale României disponesse. Egli fu assegnato al Escadrila 56 Vânătoare e iniziò ad addestrarsi sul nuovo aereo con istruttori tedeschi. Questi due squadroni (Escadrila 57 Vânătoare e Escadrila 58 Vânătoare) si unirono alla Escadrila 56 Vânătoare nel Grupul 7 Vânătoare, che sarebbe diventato l'unità d'élite della forza da caccia rumena nel periodo 1941-1944.
Il gruppo iniziò a volare in missioni di guerra fin dalle prime ore dell'Operazione Barbarossa, l'invasione dell'Unione Sovietica iniziata il 22 giugno 1941. La sua prima vittoria sul fronte orientale arrivò il 25 giugno. Assegnato a una pattuglia sotto il comando del tenente comandante Alexandru "Popicu" Popişteanu (comandante del Grupul 7 Vânătoare), che stava scortando diversi Heinkel He 111H-3 rumeni per bombardare la stazione ferroviaria di Basarabeasca. Dopo che le bombe furono sganciate, Popisteanu tornò per mitragliare i resti della stazione ed un caccia Polikarpov I-16 Rata sovietico si buttò in picchiata dietro di lui. Individuatolo avvertì il comandante, e poi impegnò combattimento con lo I-16 abbattendolo.
Dovette aspettare più di un mese per la sua successiva vittoria, che conseguì il 5 agosto quando incontrò una formazione di bombardieri della Voenno-vozdušnye sily SSSR (V-VS) scortata da 8 I-16. Attaccò per primo i bombardieri, ma dopo due passaggi non ottenne nulla. I caccia di scorta lo attaccarono, ed egli riuscì ad abbatterne uno prima che apparissero diversi Bf 109 tedeschi che costrinsero i caccia sovietici ad allontanarsi.
Quattro giorni dopo lui e l'adj. av. Iolu rivendicarono una vittoria ciascuno dopo uno scontro con 12 caccia sovietici. Il suo punteggio aumentò di nuovo il 16 dello stesso mese, quando la sua pattuglia abbatté tre aerei, mentre l'attività aerea attorno a Odessa si intensificava. Così divenne un asso dell'aviazione con cinque vittorie confermate.
Conseguì ulteriori vittorie sia in settembre che in ottobre, arrivando ad 8 vittorie. Per questo fu uno dei tre aviatori rumeni ad essere insignito dell'Ordine di Michele il Coraggioso di terza classe.  Gli altri due furono conferiti postumi.
Non partecipò alla campagna del 1942, in quanto ufficiale della riserva. Ritornò al fronte nel marzo 1943, in forza al Grupul 7 Vânătoare che fu poi integrato nello Jagdgeschwader 3 "Udet", per essere equipaggiato con i più moderni caccia Messerschmitt Bf 109G.
Il 3 aprile 1943, durante una missione di caccia libera, lui e il suo gregario, l'adj. av. Laurentiu Catana, stavano pattugliando il settore di Izyum, quando avvistarono diversi aerei non identificati sotto di loro. Picchiarono e videro che erano alcuni caccia Yakovlev che inseguivano due He 111 tedeschi. I due piloti rumeni attaccarono, ma non ottennero alcun risultato. Visto uno Yakovlev si stava avvicinando al suo gregario da dietro, effettuò una virata in salita per cercare di sorprenderlo. Il pilota sovietico lo vide e cercò di nascondersi tra le nuvole. Aumentata la velocità raggiunse il caccia sovietico e sparò diverse raffiche colpendo gli stabilizzatori orizzontali e il motore da cui iniziò a uscire del fumo. Lo Yakovlev precipitò a 5 o 6 km da Izyum. Anche l'adj. av. Laurentiu Catana riuscì anche ad abbattere uno Yakovlev nello scontro, conseguendo la sua prima vittoria.
Il 2 maggio il suo Bf 109G fu colpito al motore, mentre stava decollando per ingaggiare combattimento con gli aerei della V-VS che stavano attaccando l'aeroporto di Kramators'k. Mentre tentava di effettuare un atterraggio di emergenza con il carrello di atterraggio estratto, l'aereo toccò terra vicino all'aeroporto, si capovolse e si incendiò con la morte del pilota. Il suo posto fu preso dal capitano Constantin Cantacuzino, che alla fine divenne l'asso rumeno con il punteggio più alto della seconda guerra mondiale.

### Annotazioni
1. ↑  Fino a quella data, la responsabilità della difesa dello spazio della Transilvania era ricaduta sui caccia PZL P-11 della Flotilei 2 Vânătoare, velivoli di fabbricazione polacca che si erano dimostrati troppo lenti per questa missione.

### Fonti
1. 1 2 3 4  Bernád 2003, p. 28.
2. 1 2 3 4 5 6 7 8 9 10 11 12 13 14 15 16 17 18 19 20 21 22 23 24 25 26 27 28 29 30 31 32 33 34 35  Worldwar2.
3. 1 2  Historia.
4. ↑  Tudor 1998, p. 50.
5. 1 2  Regio Decreto n. 3.202 del 14 novembre 1941 per il conferimento degli Ordini Militari, pubblicato nel Monitorul Oficial, anno CIX, n. 277 del 21 novembre 1941, parte I, p. 7.252.
6. ↑  Tudor 1998, pp. 40-43.
7. ↑  Regio Decreto n. 2.840 dell'11 ottobre 1941 per il conferimento delle decorazioni, pubblicato nel Monitorul Oficial, anno CIX, n. 249 del 20 ottobre 1941, parte Ia, p. 6.422. .
8. ↑  Regio decreto 4 novembre 1941, n. 3.036 per il conferimento di ordini e decorazioni di guerra, pubblicato nel Monitorul Oficial, anno CIX, n. 272 del 15 novembre 1941, parte I-a, pag. 7.124. .
9. ↑  Regio Decreto n. 539 del 20 febbraio 1942 per il conferimento di ordini e decorazioni di guerra al personale della Regia Aeronautica, pubblicato nel Monitorul Oficial, anno CX, n. 51 del 28 febbraio 1942, parte Ia, p. 1.384. .